# Arnold Dolmetsch
Eugène Arnold Dolmetsch (Le Mans, 24 de fevereiro de 1858 – Haslemere, 28 de fevereiro de 1940) foi um multi-instrumentista, pesquisador, professor e construtor de instrumentos, um dos precursores do movimento de revivalismo da música antiga. Foi o desenvolvedor do atual sistema padrão de digitação da flauta doce conhecido como Digitação Barroca. 

## Biografia
Nascido em uma família de músicos e construtores de instrumentos, fez estudos de piano e violino, e aprendeu técnicas de conserto de instrumentos com seu avô, iniciando-se no negócio familiar. Em 1878, já casado com Marie Morel e com a filha Helene, viajou para os Estados Unidos, onde trabalhou como afinador de pianos. A estadia não durou muito, e voltando para a Europa, fixou-se em Bruxelas, onde aperfeiçoou-se em violino com Henri Vieuxtemps e depois estudou no Conservatório Real, onde havia uma coleção de instrumentos antigos, que despertaram seu interesse pela música pré-clássica. Apos graduar-se em 1883, mudou-se para Londres, continuando seus estudos no Colégio Real de Música e sendo contratado como professor de violino do Colégio Dulwich. Nesta época começou a formar sua própria coleção de instrumentos antigos e passou a procurar bibliografia antiga sobre as práticas de execução, montando um conjunto de câmara para testar suas teorias. Ao mesmo tempo, passou a ser procurado para restaurar instrumentos antigos.
Logo estabeleceu uma boa reputação como músico e restaurador, e os recitais que promovia em sua casa se tornaram uma febre entre a sociedade londrina ilustrada. Fez diversos alunos e sua prática como restaurador possibilitou-lhe começar a construir réplicas de uma variedade de instrumentos então obsoletos, como flautas doces, espinetas, cravos e violas da gamba, fundando uma firma que teve grande sucesso comercial.
O acúmulo de trabalhou provocou a separação do casal, e em 1899 casou-se pela segunda vez, com Elodie Désirée, uma hábil intérprete de piano e cravo. Em 1901 envolveu-se em um escândalo. Havia alugado uma de suas casas para um italiano, que a transformou em bordel. Chamado em juízo, foi condenado como cúmplice e penalizado com uma elevada multa, que o obrigou a declarar falência, perdendo sua coleção de instrumentos e sua biblioteca. Em 1902 partiu com a família para os Estados Unidos.
Lá deu vários concertos bem sucedidos, e em 1904, durante uma breve viagem a Londres, divorciou-se e casou pela terceira vez com uma antiga aluna, Mabel Johnston. Estava nos Estados Unidos novamente em 1905, onde sua atividade musical havia sido bem recebida e parecia haver mais possibilidades de reconstruir sua carreira. Com efeito, no mesmo ano foi contratado com um bom salário pela importante firma de pianos Chickering & Sons de Boston, sendo encarregado de desenvolver um novo departamento especializado em cravos, espinetas, virginais, violas e alaúdes, que tinham um acabamento luxuoso e sofisticado. A empresa também patrocinou para ele diversas séries de concertos, e seu salário era suficiente para permitir-lhe a construção de uma casa de três andares e doze quatros que dispunha de uma ampla sala de concertos.

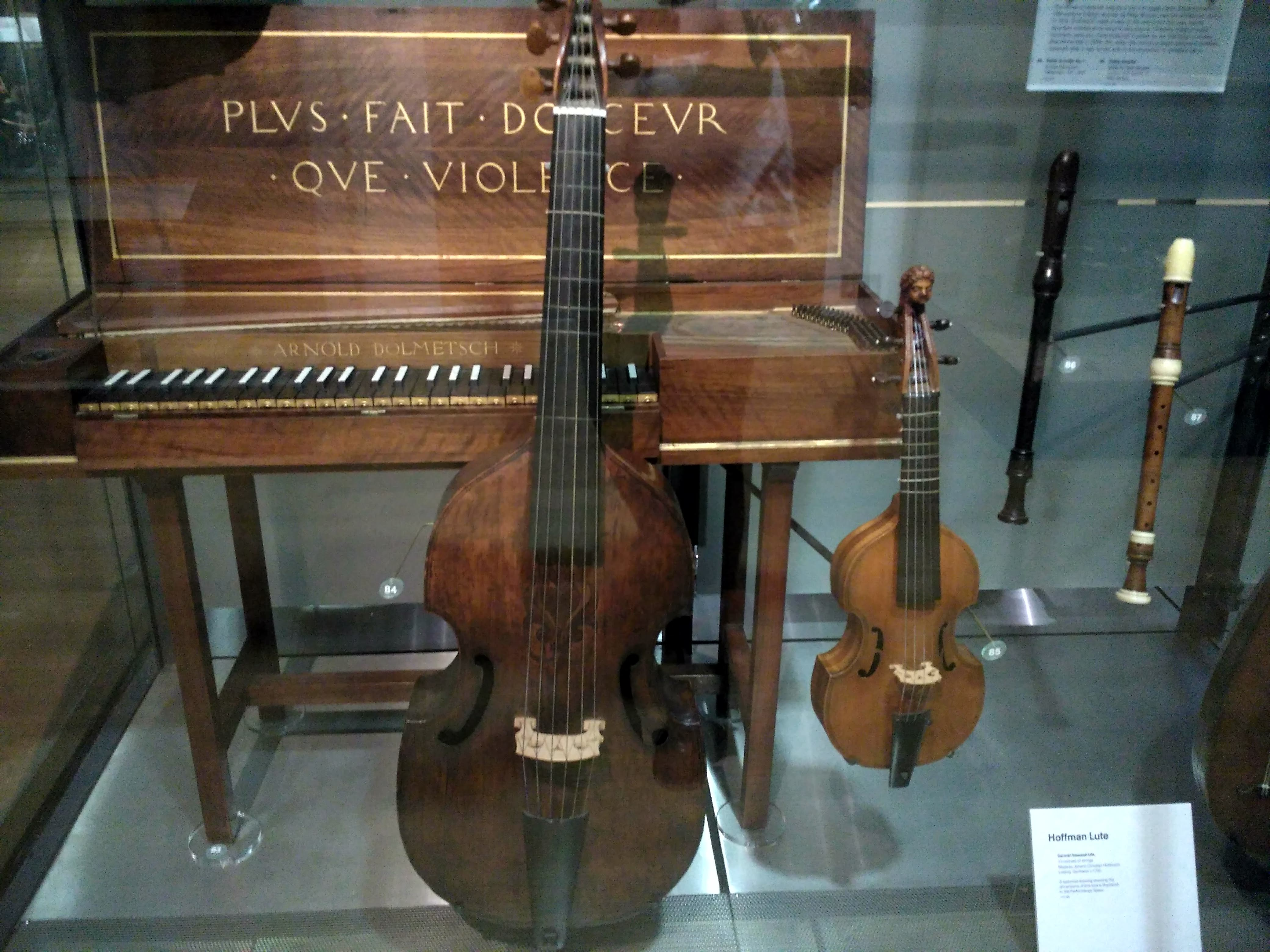
Instrumentos construídos por Arnold Dolmetsch no Museu Horniman.

Sua atividade tanto como construtor quanto como musicista exerceu um grande impacto dinamizador no ainda incipiente campo do revivalismo nos Estados Unidos, e em suas diversas turnês de concerto, em suas séries de palestras e em seus recitais domésticos atraiu um vasto público. Em 1908 foi o primeiro músico a tocar cravo na Casa Branca. A partir de 1910 uma crise econômica provocou a reestruturação da firma Chickering & Sons. A construção de instrumentos de luxo foi abandonada e foi oferecido a Dolmetsch o encargo de supervisionar a construção de pianos convencionais, o que não condizia com seus interesses. Pensando em voltar para a Europa, sondou as possibilidades com três importantes empresas de instrumentos, eventualmente firmando um contrato com a Gaveau de Paris, onde radicou-se em 1911.

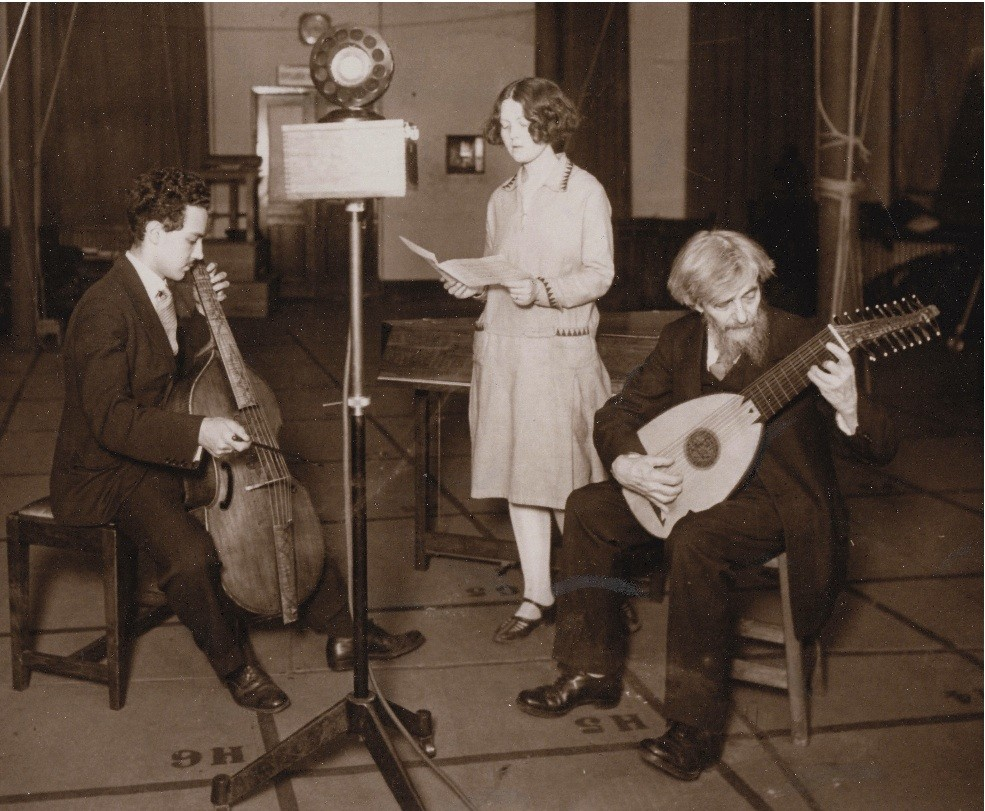
Rudolph, Cécile e Arnold Dolmetsch gravando uma canção de John Dowland

O contrato com Gaveau durou até 1914, quando o início da I Guerra Mundial forçou sua fuga para a Inglaterra, abrindo uma firma própria em Haslemere, Surrey. Em 1915 publicou The Interpretation of the Music of the XVIIth and XVIIIth Centuries (Interpretação da música dos séculos XVII e XVIII), que se tornou um marco musicológico na história do revivalismo da música antiga. Em Haslemere Dolmetsch continuou seu hábito de dar concertos domésticos, fundou um festival em 1925, dava muitas palestras, fez gravações e continuava sendo muito procurado por discípulos e outros interessados, mas suas ideias se tornavam cada vez mais afastadas do mainstream revivalista, passando a ser considerado um místico e um dogmático, e alguns críticos o chamavam de tirano. No fim da década suas finanças também não estavam em bom estado, o que levou à criação de uma fundação em 1928 para gerir seu patrimônio e seus interesses comerciais, e no mesmo ano o governo britânico lhe concedeu uma modesta pensão vitalícia. Em 1938 recebeu a Legião de Honra da França no grau de cavaleiro. A despeito das polêmicas em que se envolveu sobre temas musicológicos e estéticos e de seu crescente isolamento, seu prestígio como especialista em música antiga de modo geral continuou alto até sua morte.

## Legado

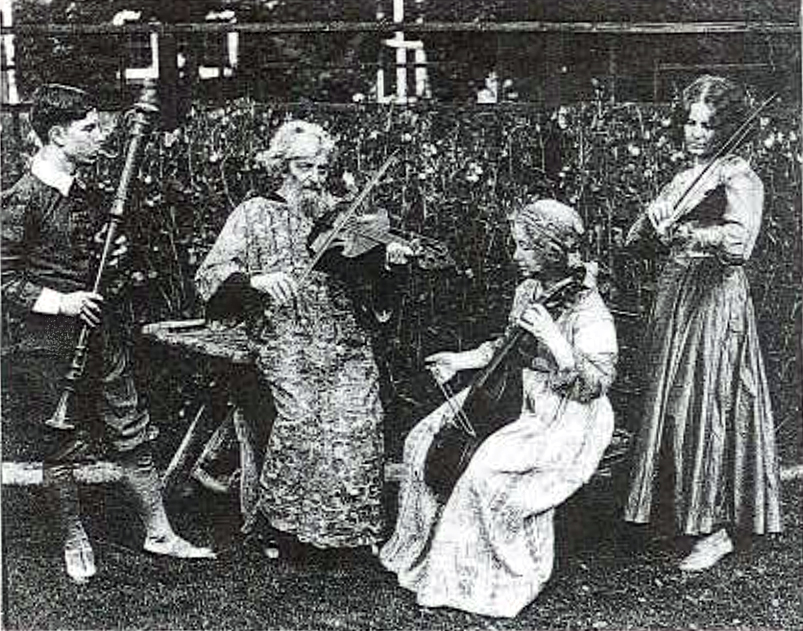
Arnold Dolmetsch e sua família.

Hoje Arnold Dolmetsch é lembrado como um dos principais precursores do revivalismo da música antiga, cujo trabalho deixou uma marca indelével neste campo em vários níveis, influenciando muitos outros músicos e pesquisadores, e como um construtor de magníficos instrumentos. A maioria dos que sobrevivem são cobiçadas peças de colecionador e muitos estão em acervos de museus. Quatro de seus filhos se tornaram destacados músicos, continuando seu legado: Cécile (1904-1997), Nathalie (1905-1989), Rudolph (1906-1942) e Carl (1911-1997). Segundo o historiador Harry Haskell, 
"Muitos eruditos antes dele haviam trilhado este caminho; músicos inquisitivos haviam tirado o pó de antigas partituras e de vez em quando executado sua música; construtores de instrumentos haviam reproduzido as relíquias decadentes dos museus com variáveis graus de fidelidade. Mas nenhum antes de Dolmetsch havia juntado todas as peças e compreendido o elo fundamental entre os aspectos teóricos e os práticos de reviver uma tradição interpretativa perdida. [...] Embora se possa assinalar seus pontos fortes e seus pontos fracos, seria impossível negar que ele foi uma figura seminal no movimento da música antiga. Foi ele quem definiu o programa e delimitou os desafios que seriam encontrados no revivalismo. Ele antecipou e articulou as preocupações de seus sucessores, em particular sua preocupação com a autenticidade histórica. Ele demonstrou convincentemente que uma peça de música não poderia ser bem compreendida sem as referências da sonoridade dos instrumentos nos quais havia sido originalmente tocada e das práticas de interpretação do período em que foi escrita. Sua devoção aos instrumentos antigos ajudou a determinar o rumo que o revivalismo tomaria nas décadas seguintes. Por fim, ele mostrou que música com séculos de idade poderia falar para os ouvidos modernos sem precisar ser traduzida para o idioma moderno".